# Scott Laningham
Scott Laningham (* 20. Oktober 1959; † 8. Mai 2021 in Leander (Texas)) war ein US-amerikanischer Jazzmusiker (Schlagzeug, Komposition), der vorwiegend in der Musikszene von Austin, Texas aktiv war und sich auch als Songwriter betätigte.

## Leben und Wirken
Laningham begann in den späten 1970er Jahren mit dem professionellen Schlagzeugspiel. Im folgenden Jahrzehnt trat er in Austin mit dem Gitarristen Mitch Watkins auf, eine musikalische Partnerschaft, die über 40 Jahre andauerte. Gemeinsam tourten sie mit Künstlern wie Leonard Cohen und Lyle Lovett. Erste Aufnahmen entstanden 1983, als er Mitglied des University of Texas Jazz Orchestra war (Sublime in Time).
Im Laufe seiner Karriere arbeitete er als Jazz-Schlagzeuger in Austin, Texas, wo er ein Kernmitglied der Jazzgruppen Church on Monday und Freedonia war. Laningham kreierte auch Musik für Werbung, Industrievideos und für ein Radio-Comedy-Netzwerk. Er hat mehrere Songs geschrieben, darunter „Moose in My House“, „Monkey Motel“ und „Planet Earth“.  In den 2010er-Jahren tourte er noch mit Christopher Cross und Alejandro Escovedo; zuletzt spielte er mit Mitch Watkins und dem Bassisten Chris Maresh im Trio Tres Musicos. Im Bereich des Jazz war er laut Tom Lord zwischen 1983 und 2019 an sieben Aufnahmesessions beteiligt, u. a. mit Mitch Watkins, dem 3rd Coast Jazz Orchestra, Silvie Rider Young sowie mit Elias Haslanger und dessen Band Church on Monday (For Being There, u. a. mit James Polk).